# Três setes (jogo de cartas)
Três setes (ou Tressette) é um jogo de cartas originário da Itália, semelhante ao jogo da Bisca e Sueca, a versão jogada em Portugal é semelhante à variação italiana designada Treseta , as primeiras referências escritas do jogo remontam do século XVIII, sendo que existem referências escritas em Portugal datadas de 1965, o jogo transmitido fundamentalmente por tradição oral pratica-se na Serra Algarvia e regiões limítrofes, onde se pode incluir o litoral e o sul Alentejano.

## Jogo
Na variante jogada em Portugal o jogo tem 4 jogadores, divididos em duplas (equipas de dois parceiros), sentados à volta da mesa, de modo que cada equipa (parceiros) fique a frente uma para a outra.
Utiliza-se um baralho lusófono, retirando as cartas "8", "9" e "10" (da mesma forma que a sueca).
Joga-se no sentido direto (anti-horário) e cada jogador deverá receber 10 (dez) cartas, de modo que o baralho todo seja usado. O baralhar, cortar e distribuir as cartas segue uma ordem específica, de modo que qualquer irregularidade (intencional ou não) tornará necessário repetir o processo.
Supondo uma mesa composta (no sentido horário) por A, B, C e D, onde A e C formam uma dupla, e B e D outra: A baralha, D corta, A distribui as cartas e D começa. As cartas são distribuídas em sentido direto em grupos de 5 cartas a cada jogador (iniciando por D) até todas as cartas se encontrarem distribuídas.
Em cada mão as posições rodam para a direita, sendo que na segunda mão D baralha, C corta, D distribua e C comeca. 
Tal como na sueca o primeiro a jogar determina o naipe para aquela jogada, sendo os restantes parceiros obrigados a 'assistir' jogando cartas do mesmo naipe. Só é permitido jogar uma carta de um naipe diferente caso o jogador não possua cartas do naipe 'puxado'. Na primeira mão, caso um jogador identifique que tem menos que um ponto (3 figuras), o jogo pode ser "baixado", solicitando que sejam dadas novamente as cartas sem penalização. O jogo pode ainda ser terminado por qualquer jogador, se esse o entender, dando ao adversário 11 pontos, ou 14 pontos se for o adversário a começar/sair.
Vence a jogada o jogador (a equipa) que possuir a carta mais alta. Ao contrário da sueca não existem trunfos. Um elemento da equipa vencedora recolhe as quatro cartas (vaza), sendo as mesmas guardadas de face para baixo. 
A mão termina depois de todas as cartas jogadas (10 vazas). A equipa que ganhar a ultima mão (designada de terra) soma 1 ponto extra (3 figuras).
A partida termina a qualquer altura, quando uma das equipas somar 41 pontos. 

### Valores e Pontos das cartas
As cartas seguem uma hierarquia, e cada carta tem um valor associado, que determinará o vencedor de cada vaza. As cartas são valorizadas na seguinte ordem 3,2,A,R,V,D,7,6,5,4 (decrescente).
Cada carta possui também uma pontuação que determinará no final da mão o numero de pontos de cada equipa. As cartas 3,2,D,V e R são chamadas figuras e valem 1/3 de ponto. O Ás vale três figuras, logo 1 ponto. As restantes cartas não tem valor para efeitos de pontuação (vulgarmente chamadas brancas). Note-se que apesar de pontuação superior o Ás vale menos que o 3 e que o 2 em cada jogada.
| Cartas | Nome / Pontos          |
| ------ | ---------------------- |
|        | Térno 1/3 Ponto        |
|        | Duque 1/3 Ponto        |
|        | Ás 1 Ponto             |
|        | Rei 1/3 Ponto          |
|        | Valete 1/3 Ponto       |
|        | Dama 1/3 Ponto         |
|        | Demais cartas 0 Pontos |

Durante a mão somam-se os pontos, sendo apontados no final da mão apenas os pontos completos (grupos completos de 3 figuras ou 1 Ás).

### Interação entre parceiros
Tal como muitos outros jogos de cartas, a interação verbal entre parceiros é proibida. No entanto ao contrário por exemplo da sueca é aceite a interação através de um conjunto de sinais especificos:
- Bater a carta que se jogou - Significando para o parceiro jogar naquele naipe.
- Abanar a carta que se jogou - Em resposta ao Bater pretende dizer ao parceiro que aguarde mais uma mão.
- Varrer as cartas - Significa que se jogou a ultima carta daquele naipe.
- Deslizar carta sobre a mesa - Significa que se possui um elevado numero de cartas daquele naipe.

### Acuso
Durante a primeira mão e na sua vez de jogar, um jogador pode acusar as seguintes situações com pontuação imediata:
- 3 ou 4 ases - valendo 1 ponto cada (no caso de três deve também indicar a carta em falta)
- 3 ou 4 duques - valendo 1 ponto cada (no caso de três deve também indicar a carta em falta)
- 3 ou 4 térnos - valendo 1 ponto cada (no caso de três deve também indicar a carta em falta)
- Ás, duque e terno do mesmo naipe = apolitana, apultana'[11] ou apuntana (origem de Napolitana) de copas, paus, ouros ou espadas - valendo 3 pontos (devendo indicar o naipe).